# Grímsnes
Grímsnes – wygasły (ostatnia erupcja ok. 3500 lat p.n.e.) wulkan (214 m n.p.m.) położony w południowo-zachodniej Islandii na południowy wschód od jeziora Thingvallavatn.